# استراتيجية معرفية
الاستراتيجيات المعرفية (بالإنجليزية: Cognitive strategy)، هي الأساليب المحددة التي يستخدمها الأشخاص لحل المشكلات أو استغلال الفرص، بما في ذلك جميع أنواع التفكير والتخطيط والحساب وما إلى ذلك. والأهم من ذلك، لا يجب أن تكون الاستراتيجية المعرفية كلها «في الرأس»، ولكنها تتفاعل دائمًا تقريبًا مع الجوانب المختلفة لما يمكن تسميته «سياق التنفيذ». 
يتم تنفيذ إستراتيجية معرفية محددة من خلال مجموعة من المنطقيات المنظمة والمتداخلة. يتم تدريس كل جانب منطقي من الاستراتيجية المعرفية أو تعلمها ويحتاج إلى تذكره كمعرفة مسبقة للحالة. يتم حفظ هذه الاستراتيجيات المعرفية لاستخدامها في المستقبل. يمكن اعتبارها «برامج» مكتوبة بذكاء وتذكرها أو «برنامج» توجه معالجة الدماغ والخلايا العصبية في المستقبل. تساعد كل عملية منطق على «إضافة» إلى قرار معين والإجراءات الناتجة.